# Трой Девіс
Трой Ентоні Девіс (англ. Troy Anthony Davis; 9 жовтня 1968 — 21 вересня 2011) — афроамериканець, визнаний винним та страчений за вбивство поліцейського Марка Макфейла, що відбулося 19 серпня 1989 року в Саванні, штат Джорджія.
МакФейл працював охоронцем у ресторані Burger King, коли втрутився, щоб захистити чоловіка, на якого напали на сусідній автостоянці. Під час суду над Девісом 1991 року сім свідків засвідчили, що вони бачили, як Девіс стріляє в МакФейла, а ще двоє свідчили, що Девіс зізнався їм у вбивстві. Тоді на стороні звинувачення було 34 свідка, а шість — на стороні захисту, в тому числі сам Девіс. Він був визнаний винним у вбивстві та кількох менших обвинуваченнях і був засуджений до смертної кари через смертельну ін'єкцію, яка сталася 21 вересня 2011 року. Виконання цього вироку викликало хвилю обурення як у США, так і за їх межами.

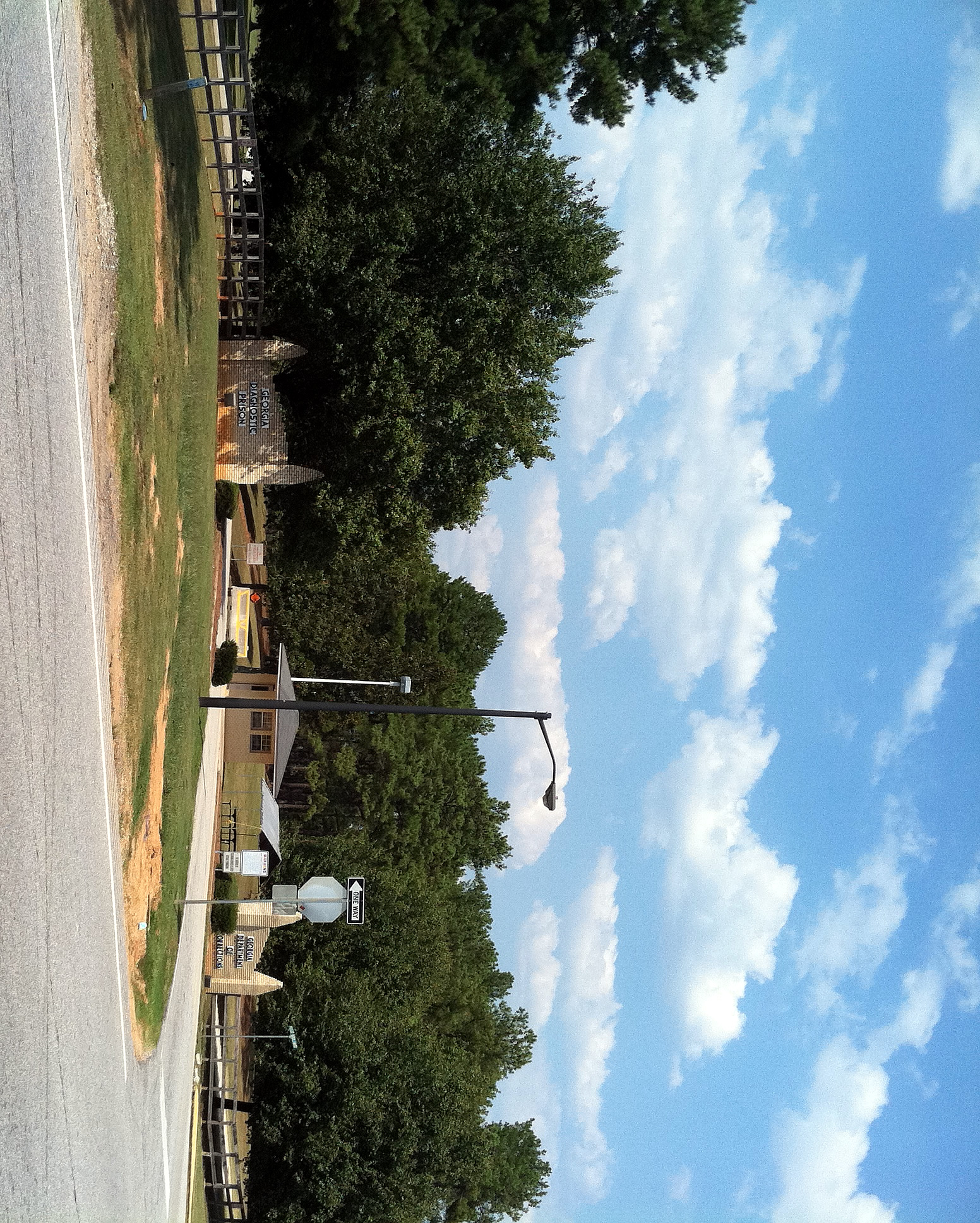
Діагностична та Класифікаційна Державна В'язниця Джорджії, де Девіс був ув'язнений у смертній камері і де він був страчений

До самої страти Девіс стверджував, що невинний. За двадцять років між його засудженням та стратою Девіс та його захисники забезпечили підтримку громадськості, знаменитостей та правозахисних груп. Правозахисна організація Amnesty International та інші, такі як Національна асоціація сприяння кольоровому населенню, взяли на себе справу Девіса. Видатні політики та лідери, в тому числі колишній президент Джиммі Картер, преподобний Аль Шарптон, папа Бенедикт XVI, архієпископ Десмонд Туту, колишній конгресмен США від Джорджії та кандидат в президенти Боб Барр, а також колишній директор ФБР та суддя Вільям Стіл Сешнс закликали суди надати Девісу новий судовий розгляд або доказові слухання. У липні 2007 р., вересні 2008 р. та жовтні 2008 р. були заплановані дати смертної кари, однак кожне виконання призупинялось незадовго до його проведення.
У 2009 році Верховний суд США наказав окружному суду США південного округу Джорджії розглянути питання про нові докази, які «не могли бути отримані під час судового розгляду, однак чітко визначають невинуватість Девіса». Доказове слухання було проведено у червні 2010 року. Захист надав письмові свідчення семи з дев'яти судових свідків, чиї початкові свідчення визначали Девіса, як вбивцю, але після того вони змінили або відмовилися від попередніх свідчень. Деякі з цих письмових доказів вказували на причетність до вбивства Сільвестра Коулза, який стверджував, що Девіс був справжнім вбивцею. Звинувачення представило свідків, які свідчили що ретельне розслідування злочину без будь-якого тиску. Девіс не викликав деяких свідків, які нібито відмовилися від показів, незважаючи на їх присутність у суді; відповідно, їх свідчення були слабо оцінені судом. Свідчення про те, що Коулз зізнався у вбивстві, було виключено як чутки, оскільки захист не викликав Коулза, щоб у нього була можливість спростувати це.

## Події 18-23 серпня 1989 року
Звинувачення проти Троя Девіса були підняті через розстріл Майкла Купера, побиття Ларрі Янга і вбивство офіцера Марка Макфейла 18-19 серпня 1989 року.
Увечері 18 серпня 1989 року Девіс відвідав вечірку у басейні в районі Кловердейл Саванни, штат Джорджія. Коли він залишав вечірку зі своїм другом Дарілом Коллінзом, пасажири проїжджаючих автівок кричали непристойності. По проїжджаючій машині була випущена куля, а пасажир Майкл Купер був поранений у щелепу. Опісля Девіс і Коллінз пішли в зал для більярду на Оглеторп Авеню.
Пізніше, того ж вечора Девіс і Коллінз вирушили на стоянку ресторана Burger King на Оглеторп Авеню, неподалік від зала для басейна. Там вони зустрілися з Сільвестром Коулзом, який сперечався з безпритульним Ларрі Янгом.
Приблизно в 1:15 ранку 19 серпня 1989 року Марк МакФейл, офіцер поліції, який працював охоронцем в Burger King, намагався втрутитися в побиття Янга на стоянці. Макфейл отримав дві кулі: одну в серце і одну в обличчя. Кулі (та гільзи), які були визначені як кулі з пістолета 38-го калібру були вилучені з місця злочину. Свідки стрілянини сходилися в тому, що чоловік у білій сорочці вдарив Янга а потім вистрілив у Макфейла.
19 серпня Коулз повідомив поліцію Саванни, що він бачив Девіса з пістолетом 38-го калібру, і що Девіс напав на Янга. Того самого вечора Девіс поїхав до Атланти зі своєю сестрою. Рано вранці 20 серпня 1989 року поліція Саванни обшукала будинок Девіса і вилучила шорти Девіса, знайдені в сушарці для одягу і які, як повідомлялося, були забруднені кров'ю. Сім'я Девіса почала вести переговори з поліцією, мотивована турботами про його безпеку; місцеві наркодилери загрожували смертю, тому що поліція, яка шукала Девіса, порушила їхній бізнес. 23 серпня 1989 року Девіс повернувся до Савани, здався поліції і був звинувачений у вбивстві МакФейла.